# Heino Pars
Heino Pars (ur. 13 października 1925, zm. 8 października 2014) – radziecki i estoński reżyser, scenarzysta i operator filmów animowanych. Zasłużony Działacz Sztuk Estońskiej SRR (1975). 

## Życiorys
W 1950 roku ukończył studia na Wydziale Weterynarii Uniwersytetu Państwowego w Tartu. Od 1953 roku pracował w studiu Tallinnfilm. Członek ASIFA.

## Wybrana filmografia

### Reżyseria
- 1964: Operator Klaps w królestwie grzybów
- 1968: Kraina władcy kamienia

### Scenariusz
- 1964: Operator Klaps w królestwie grzybów

### Operator
- 1961: Ott w kosmosie

## Odznaczenia
- Zasłużony Działacz Sztuk Estońskiej SRR (1975)
- Order Gwiazdy Białej V klasy